# Hisaši Kato
Hisaši Kato (japonsko 加藤 久), japonski nogometaš in trener, 24. april 1956.
Za japonsko reprezentanco je odigral 61 uradnih tekem.